# Albert Divo

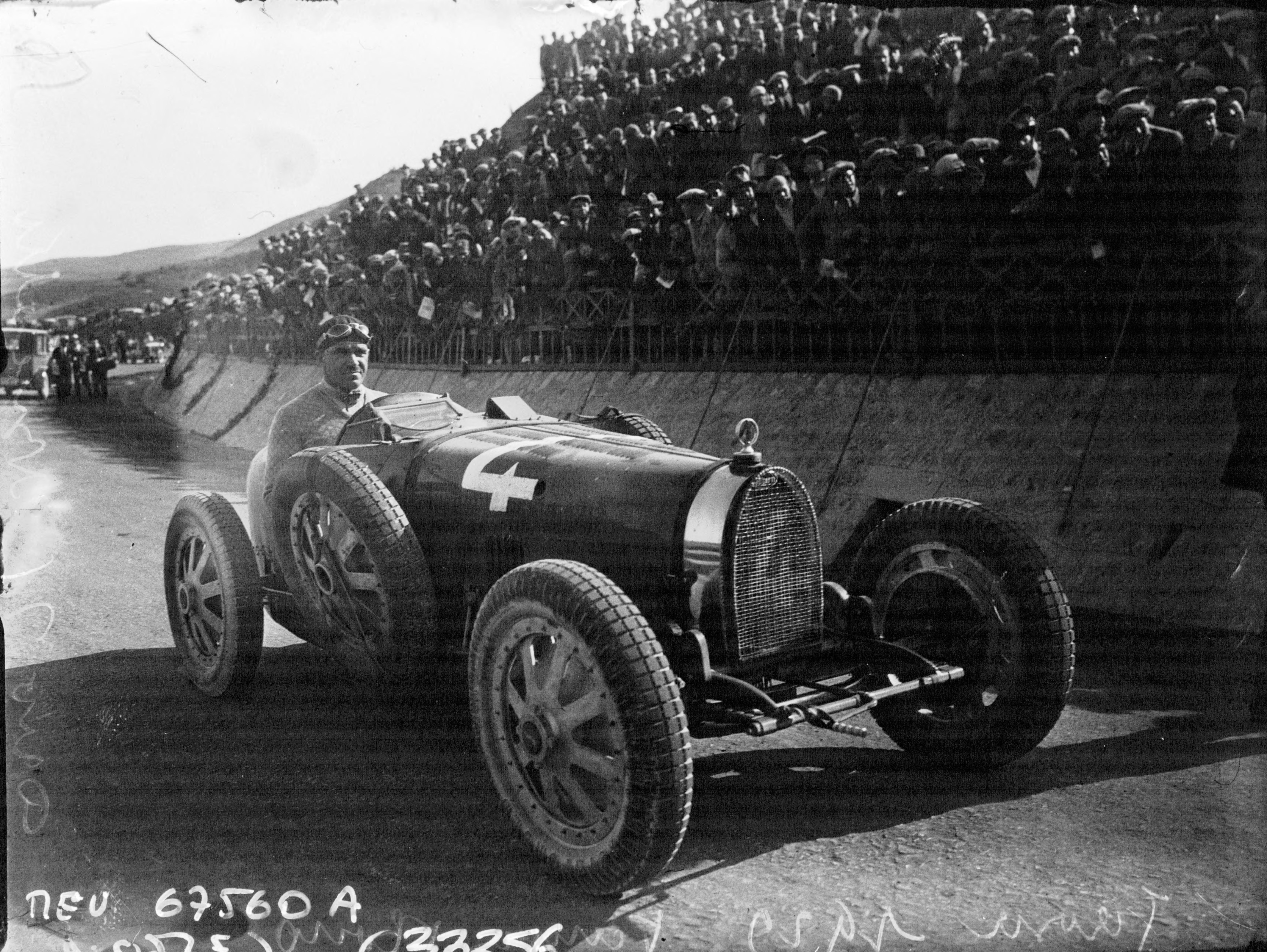
Albert Divo en la Targa Florio de 1929 con un Bugatti Type 35C

Albert Divo (24 de enero de 1895 - 19 de septiembre de 1966) fue un piloto automovilístico francés, uno de los pioneros de la competición de la era de los Grandes Premios.

## Semblanza
Divo nació en París en 1895. En 1922 compitió en el Tourist Trophy en la Isla de Man, y se anotó su primera gran victoria al volante de un Sunbeam en el Gran Premio de España de 1923, disputado en el autódromo de Terramar de Sitges, a unos 40 km de Barcelona.
Conduciendo para la marca francesa Delage, en 1924 terminó segundo detrás de Giuseppe Campari en el Gran Premio de Europa disputado en Lyon. Al año siguiente ganó dos de las principales carreras del Grand Prix para Delage: en julio logró el Gran Premio de Francia en el Autódromo de Montlhéry, después de que su coche se saliera de la carrera, y relevase a su compañero de equipo Robert Benoist; y en septiembre compartió la victoria con su compañero André Morel en el Gran Premio de San Sebastián corrido en el circuito de Lasarte. En 1927 terminó tercero en el Gran Premio de Gran Bretaña en Brooklands. Por último, llevó al Bugatti Type 35 a las victorias en el año 1928 y 1929 en la Targa Florio.
En 1950 disputó las 24 Horas de Le Mans al volante de un Talbot Lago T26GS, formando pareja con André Morel.
Albert Divo fue un miembro fundador del Club Internacional de Antiguos Pilotos de Gran Premio de F1, creado en 1962 en Villars-sur-Ollon, Suiza. Murió en 1966 y fue enterrado en el cementerio de Morsang-sur-Orge, situado en el departamento de Essonne, cerca de París.

## Principales victorias
- 1923 - Gran Premio de España (Sunbeam)
- 1925 - Gran Premio de San Sebastián, Gran Premio de Francia (Delage)
- 1926 - GP de Salon (Talbot)
- 1927 - ACF Libre (Talbot)[3]
- 1928 - Targa Florio
- 1929 - Targa Florio[1]

## Resultados

### Campeonato Europeo de Pilotos
(Clave) (negrita indica pole position) (cursiva indica vuelta rápida)
| Año  | Escudería      | 1     | 2       | 3       | Pos. | Puntos |
| ---- | -------------- | ----- | ------- | ------- | ---- | ------ |
| 1931 | Usines Bugatti | ITA 3 | FRA 7   | BEL Ret | 4.º= | 12     |
| 1932 | Ettore Bugatti | ITA 6 | FRA Ret | GER     | 5.º= | 17     |

## Reconocimientos
- En 2018, Bugatti Automobiles S. A. S. lanzó un automóvil deportivo con motor central, nombrado Bugatti Divo en memoria del piloto francés.[4]